# Oblężenie Ypern

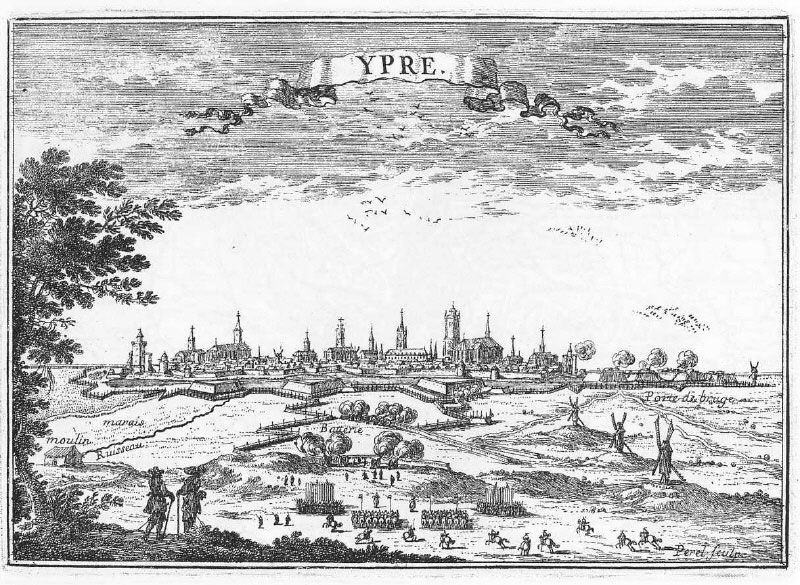
Rysunek przedstawiający oblężenie Ypern

Oblężenie Ypern – oblężenie, które miało miejsce od 18 marca do 25 marca 1678 podczas wojny Francji z koalicją.
Król Francji Ludwik XIV wybrał dla swej armii taką trasę przemarszu, by Hiszpanie sądzili, że zamierza zaatakować Luksemburg lub Namur. Gdy nagle ruszył w kierunku twierdzy Ieper, Hiszpanie wysłali do zagrożonej fortecy posiłki z Gandawy. Wówczas Francuzi dokonali nagłego zwrotu na Gandawę i wykorzystując częściowe osłabienie tamtejszego garnizonu zdobyli twierdzę 12 marca 1678 po dziewięciodniowym oblężeniu. Po tym sukcesie armia francuska ruszyła na południe w kierunku Ieper. Oblężenie zaczęło się 18 marca. Podobnie jak w Gandawie Vauban na początku nakazał wykonanie robót ziemnych według własnego projektu. Fortyfikacje twierdzy Ieper, istniejące od czasów Średniowiecza, w przewidywaniu francuskiego ataku zostały wzmocnione przez Hiszpanów. W skład umocnień twierdzy wchodziły zewnętrzne budowle w kształcie półksiężyca, chroniące mury ciągnące się między bastionami. Zarówno te umocnienia, jak i potężna pięciokątna cytadela zbudowane zostały jeszcze w czasach wojny 80-letniej. W tamtych czasach umocnienia te służyły w utrzymywaniu mieszkańców w posłuszeństwie wobec hiszpańskiej korony.
Grunt wokół twierdzy leżał nisko względem poziomu morza i był podmokły, szczególnie od południowej strony. Nie był to łatwy teren do budowania koniecznych podczas każdego oblężenia aproszy. Dlatego Vauban postanowił atakować fortecę od strony wschodniej, gdzie grunt leżał nieco wyżej i był bardziej suchy. Jedynym minusem była stojąca właśnie po tej stronie potężna cytadela.
Francuzi rozpoczęli budowę dwóch aproszy, kierujących się zygzakiem w kierunku półksiężycowych fortyfikacji, które znajdowały się na południe od cytadeli. Cytadelę, ze względu na jej pokaźną siłę, na początek starano się pominąć. Morale wojsk francuskich było bardzo wysokie, prawdopodobnie ze względu na niedawne zdobycie Gandawy jak i z powodu obecności w obozie króla. Z tego powodu roboty ziemne szybko posuwały się naprzód.
Hiszpański garnizon, niedawno wzmocniony posiłkami z Gandawy, starał się utrudniać Francuzom pracę nad robotami ziemnymi przez ostrzał artyleryjski francuskich okopów.
25 marca, po całym tygodniu robienia podkopów, francuskie przygotowania do ataku wywarły na obrońcach takie wrażenie, że garnizon uznał, że miasta nie da się utrzymać. Cytadela wydawała się mieć poważną wadę projektową, polegającą na tym, że przylegające do niej półksiężycowe fortyfikacje wraz z bastionami były tak położone, że po ich zdobyciu przez nieprzyjaciela cytadela stawała się niemal bezbronna. Prawdopodobnie z tego powodu garnizon uznał kontynuowanie obrony z samej cytadeli za niemożliwe i skapitulował na honorowych warunkach – czyli opuścił twierdzę z całym uzbrojeniem (oczywiście bez artylerii). W ten sposób kolejne flandryjskie miasto przypadło Francji. W kilka miesięcy później traktat pokojowy zawarty w Nijmegen zatwierdził przynależność miasta Ieper do Francji.